# Дельта-функція Дірака

схематичне зображення дельта функції як лінії з якої виступає стрілка. Висота стрілки відображає число, яке можна розцінювати як площу під графіком функції.

Дельта функція Дірака як границя (в сенсі границі за розподілом) послідовності гаусівських функцій розподілу as

δ-функція — це узагальнена функція, формально визначається як неперервний лінійний функціонал у просторі диференційовних функцій.
δ-функція не є функцією в класичному розумінні.
Введена англійським фізиком Діраком. Дозволяє записати просторову густину фізичної величини (маса, електричний заряд, інтенсивність джерела тепла, сили тощо) зосередженою або прикладеною в одній точці. Наприклад, густина точкової маси m, що знаходиться в точці {\displaystyle a}, евклідового простору {\displaystyle \mathbb {R} ^{n}}, записується за допомогою δ-функції у вигляді {\displaystyle \ m\delta (x-a)}.

## Означення
δ-функція визначається формальним співвідношенням
{\displaystyle (\delta ;f)\;=\;\int _{\mathbb {R} ^{n}}\delta (x-a)f(x)\;dx=f(a)}
для будь-якої неперервної функції {\displaystyle f(x)\,}.

## Властивості
Для дельта-функції однієї змінної справедливі такі рівняння:
- {\displaystyle \delta (x)=0,\qquad \forall x\not =0}.
- {\displaystyle \int \limits _{-\infty }^{\infty }\delta (x)\,dx=1}.
- {\displaystyle x\delta ^{\prime }(x)=-\delta (x)}.
- {\displaystyle \delta (f(x))=\sum _{k}{\frac {\delta (x-x_{k})}{|f'(x_{k})|}}}, де {\displaystyle x_{k}} — нулі функції {\displaystyle f(x)}.

## Інтегральне представлення
У багатьох випадках зручним виявляється таке представлення дельта-функції:
Розглянемо інтеграл
{\displaystyle I(t)=\int \limits _{-\infty }^{\infty }e^{i\omega t}\,d\omega },    (1)
який можна інтерпретувати як границю
{\displaystyle I(t)=\lim _{N=\infty }\int _{-N}^{N}e^{i\omega t}\,d\omega =\lim _{N=\infty }2\pi N{\frac {\sin {tN}}{\pi tN}}}.    (2)
Відомо, що
{\displaystyle \int \limits _{-\infty }^{\infty }{\frac {\sin {t}}{t}}\,dt=\pi }.    (3)
Як наслідок з (3) для будь-якого {\displaystyle N\,} справедлива рівність:
{\displaystyle \int \limits _{-\infty }^{\infty }2N{\frac {\sin {tN}}{tN}}\,dt=2\pi }.    (4)
Можна показати, що при необмеженому зростанні {\displaystyle N\,} виявляються правильними всі властивості дельта-функції і функція (2) прямує до {\displaystyle \delta (t)\,}; це дозволяє зробити висновок, що:
{\displaystyle I(t)=\int _{-\infty }^{\infty }e^{i\omega t}\,d\omega =2\pi \delta (t)}.

## Похідна дельта-функції
Фундаментальний вираз, що описує похідну дельта-функції
{\displaystyle \delta (x)}:
{\displaystyle \int f(x)\delta ^{[n]}(x)\,dx=-\int {\frac {\partial f}{\partial x}}\delta ^{[n-1]}(x)\;dx}.
Підставивши {\displaystyle f(x)=xg(x)\,\!}, одержимо вираз:
{\displaystyle \int xg(x)\delta ^{\prime }(x)\;dx=-\int \delta (x){\frac {\partial }{\partial x}}[xg(x)]\;dx}.
Після перетворення маємо:
{\displaystyle -\int \delta (x)[g(x)+xg^{\prime }(x)]\;dx=-\int g(x)\delta (x)\;dx}.
Оскільки {\displaystyle \int xg^{\prime }(x)\delta (x)\;dx=0}, одержуємо остаточний вираз
{\displaystyle x\delta ^{\prime }(x)=-\delta (x)}.
У загальному вигляді вираз похідної дельта-функції записується так:
{\displaystyle \int [x^{n}f(x)]\delta ^{n}(x)\;dx=(-1)^{n}\int {\frac {\partial ^{n}[x^{n}f(x)]}{\partial x^{n}}}\delta (x)\;dx}.
Для довільної дельта-функції справджуються наступні тотожності:
{\displaystyle \delta ^{\prime }(-x)=-\delta ^{\prime }(x)};
{\displaystyle \int \limits _{-\infty }^{+\infty }f(x)\delta ^{\prime }(x-a)\;dx=-f^{\prime }(a)};
{\displaystyle \int \limits _{-1}^{1}\delta \left({\frac {1}{x}}\right)\;dx=0}.

## Перетворення Фур'є
До дельта-функції {\displaystyle x(t)=\delta (t)} можна застосувати перетворення Фур'є:
{\displaystyle \int \limits _{-\infty }^{+\infty }\delta (t)\cdot e^{-i2\pi ft}\,dt=e^{-i2\pi f\cdot 0}=1}
в результаті одержуємо, що спектр δ-функції є константою: {\displaystyle F(\delta )=1}.
Доведено, що похідна функції Гевісайда дорівнює дельта-функції. Тобто Функція Гевісайда — первісна дельта-функції:
{\displaystyle H(x)=\int \limits _{-\infty }^{x}\delta (t)\,dt}.
Отже, застосувавши перетворення Фур'є до первісної дельта-функції
{\displaystyle {\sqrt {2\pi }}H(t)},
одержимо її образ у вигляді:
{\displaystyle {\frac {1}{i\omega }}+{\pi }\delta (t)}.

## Представлення в різних координатах і системах відліку
У двовимірному просторі:
{\displaystyle \iint \limits _{-\infty }^{+\infty }\delta ^{2}(x,\;y)\,dx\,dy=1};
{\displaystyle \delta (ax,\;by)={\frac {1}{\left|ab\right|}}\delta ^{2}(x,\;y)};
{\displaystyle \delta ^{2}(x,\;y)=\delta (x)\delta (y)\,\!}.
У полярних координатах:
{\displaystyle \delta ^{2}(x,\;y)={\frac {\delta (r)}{\pi \left|r\right|}}}.
У тривимірному просторі:
{\displaystyle \iiint \limits _{-\infty }^{+\infty }\delta ^{3}(x,\;y,\;z)\,dx\,dy\,dz=1};
{\displaystyle \delta ^{3}(x,\;y,\;z)=\delta (x)\delta (y)\delta (z)\,\!}.
У циліндричній системі:
{\displaystyle \delta ^{3}(r,\;\theta ,\;z)={\frac {\delta (r)\delta (z)}{\pi r}}}.
У сферичній системі відліку:
{\displaystyle \delta ^{3}(r,\;\theta ,\;\phi )={\frac {\delta (r)}{2\pi r^{2}}}\,\!}.

## Фізична інтерпретація

Графік функції Гевісайда, похідна від якої — дельта-функція

Графік дельта-функції

### Миттєве прискорення
Прикладом застосування дельта-функції Дірака може служити задача про зіткнення двох тіл. Якщо на непорушне тіло налітає інше, то обидва тіла отримують прискорення і змінюють свою швидкість. Як розрахувати прискорення раніше нерухомого тіла? Побудуємо графік швидкості від часу. Графік буде мати вигляд, показаний на верхньому рисунку праворуч. На нижньому рисунку приведений графік дельта-функції з одиничною амплітудою, він відображає миттєвий процес набору швидкості тілом.
Беручи до уваги те, що модель розглядається в евклідовому просторі, можна записати наступне рівняння:
{\displaystyle a(t)=\nu \delta (t-t_{a})}.

### Функція Гріна
Розглянемо інші приклади. Дельта-функція застосовується у математичній фізиці при розв'язку задач, У які входять зосереджені величини. В квазікласичному наближенні {\displaystyle h\rightarrow 0} хвильові функції локалізуються в дельта-функції, а центри їх зосередження рухаються по класичних траєкторіях за рівняннями Ньютона. Через дельта-функцію, також записується функція Гріна лінійного оператора {\displaystyle L}, що діє на узагальнені функції над многовидом {\displaystyle M} в точці {\displaystyle x_{0}}. Рівняння має вигляд {\displaystyle (\nabla ^{2}f)(x)=\delta (x-x_{0})}.
де {\displaystyle \nabla ^{2}} — оператор Лапласа.
Важливо відмітити наступну формулу
{\displaystyle \nabla ^{2}G=-4\pi \delta },
де
{\displaystyle G={\frac {1}{r}}} — функція Гріна.
Цей вираз випливає з того, що {\displaystyle \nabla ^{2}\left({\frac {1}{r}}\right)} веде себе подібно до дельта-функції.. Це твердження використовується для доведення того, що вираз для скалярного потенціала:
{\displaystyle \Phi (x)=\int {\varrho (x^{\prime }) \over \left|x-x^{\prime }\right|}\,d^{3}x^{\prime }}
задовольняє рівнянню Пуасона:
{\displaystyle \nabla ^{2}\Phi =4\pi \varrho }.
Таким чином, дельта-функція є потужним математичним апаратом для опису складних фізичних процесів.